# Латвийское телевидение
Латвийское телевидение (латыш. Latvijas Televīzija, LTV) — латвийская общественная телекомпания.

## История

### Радиокомитет (1940—1953) и Радиоуправление Латвийской ССР (1953—1957)
В 1940 году был создан Комитет радиофикации и радиовещания Совета народных комиссаров Латвийской ССР (Радиокомитет Латвийской ССР), в 1953 году реорганизованное в Главное управление радиоинформации Министерства культуры Латвийской ССР (Радиоуправление Латвийской ССР). Телевизионно-технический центр в Риге стал четвёртым по вводу в эксплуатацию в Советском Союзе — после Москвы, Ленинграда и Киева. 6 ноября 1954 года Радиоуправление Латвийской ССР запустило телеканал LTV. В этот день был показан художественный фильм Рижской киностудии «Домой с победой».

### Гостелерадио Латвийской ССР (1957—1990)

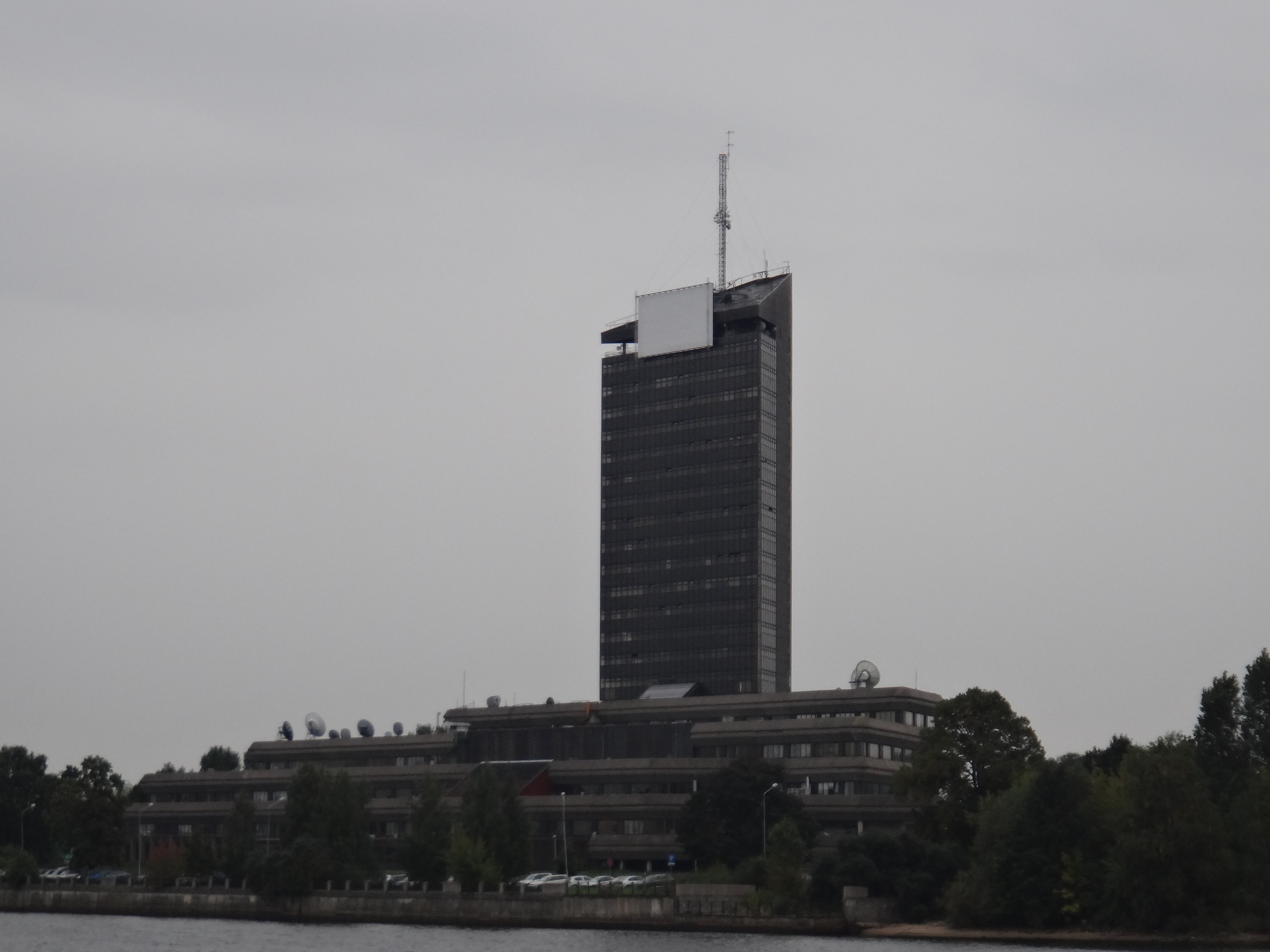
Здание Латвийского Телевидения

В 1957 году Радиоуправление Латвийской ССР было реорганизовано в Государственный комитет Латвийской ССР по телевидению и радиовещанию (Гостелерадио Латвийской ССР). 19 марта 1958 года в эфир Латвийского телевидения выходит вечерняя информационная программа «Панорама» (латыш. «Panorāma»), которая и по сей день является главной информационной программой телекомпании. C 1974 года — Латвийское телевидение начало транслировать передачи в цветном изображении в системе SECAM.

### Латвийское телевидение (с 1990)
В 1990 году Гостелерадио Латвийской ССР было разделено на Латвийское телевидение и Латвийское радио. В августе 1991 года LTV запустило канал LTV 2, канал LTV стал называться LTV 1. 11 января 1991 года Латвийская ССР провозгласила выход из состава СССР. В 1991 году канал отказался от трансляции на русском языке и стал вещать только на национальном латышском языке. После Распада СССР канал официально перешёл в собственность латвийских властей. 4 мая 1992 году лишился монополии на телевидение (до этого делила её только с Гостелерадио СССР) — был запущен первый в стране коммерческий телеканал NTV-5. 1 января 1993 года компания LTV вступила в Европейский Вещательный союз и в этом же году перешло на стандарт вещания PAL. В 2003 году компания стала организатором и вещателем 48-го конкурса песни Евровидение-2003, который проходил в Риге. В том же году LTV 2 был переименован в LTV 7. Вещание ведётся посредством сети Латвийского государственного центра радио и телевидения — LVRTC, сеть которого покрывает всю территорию Латвии. С 1 июня 2010 года эфирное вещание ведётся только в цифровом формате DVB-T2 (MPEG-4).
С 19 мая 2021 года все каналы и контент LTV начали переход из разрешения 576i (стандартной чёткости SDTV) на сигнал высокой чёткости Full HD (1080i).

### Объединение с Латвийским радио
9 января 2013 года стало известно, что Национальный совет электронных СМИ Латвии (НСЭСМИ) утвердил концепцию нового латвийского общественного СМИ, которое планируется создать в течение пяти лет путём объединения Латвийского телевидения, Латвийского радио и интернет-платформ.

## Телеканалы
- LTV1 — национальный канал, вещание осуществляется на латышском языке.
- LTV7 — общественный канал, 25 % вещания ведётся на русском языке.

Доступны во всех районах Латвии через эфирное (цифровое (DVB-T (MPEG-4)) на ДМВ, кабельное, спутниковое телевидение и IPTV, а также через Интернет.

## Финансирование
Около 60 % бюджета LTV составляет государственное финансирование, остальные средства компания получает от спонсорских пакетов и продажи рекламного времени.